# オクラホマ (戦艦)
|          |                                                                                       |
| 艦歴     |                                                                                       |
| 起工     | 1912年 10月26日                                                                       |
| 進水     | 1914年 3月23日                                                                        |
| 就役     | 1916年 5月2日                                                                         |
| 喪失     | 1941年 12月7日                                                                        |
| 退役     | 1944年 9月1日                                                                         |
| その後   | 1947年 5月17日、沈没。                                                                |
| 愛称     | マイティ・オーキー(Mighty Okie)                                                       |
| 性能諸元 |                                                                                       |
| 排水量   | 基準：29,000トン、満載：34,000トン                                                    |
| 全長     | 177.70m                                                                               |
| 全幅     | 29.03m                                                                                |
| 吃水     | 9.04m                                                                                 |
| 最大速   | 20.5ノット                                                                            |
| 乗員     | 士官・兵員：864名                                                                     |
| 兵装     | 45口径35.6cm砲：10門 51口径12.7cm砲：12門 25口径12.7cm砲：8門 90口径12.7mm機関銃：8門 |

オクラホマ (英語: USS Oklahoma, BB-37) は、アメリカ海軍の戦艦。
ネバダ級戦艦の2番艦。
姉妹艦はネバダ (USS Nevada, BB-36) 。本級はアメリカ海軍における標準型戦艦の嚆矢であり、集中防御方式を採用した最初期の戦艦。艦名はオクラホマ州にちなむ。「オクラホマ」は蒸気タービンの代わりにレシプロエンジンを主機に採用した最後のアメリカ軍艦艇であり、最後まで振動問題に悩まされた。また竣工時のニューヨーク級戦艦およびネバダ級戦艦と改良型のペンシルベニア級戦艦は籠マスト (Lattice mast) を備えていたが、戦間期の改装で三脚檣となった。
1941年12月7日（日本時間12月8日）朝の真珠湾攻撃時、フォード島の隣に繋留されて僚艦と共に戦艦横丁を形成していた。南雲機動部隊から飛来した艦上攻撃機が投下した魚雷5本以上が命中し、浸水被害により転覆した。
1943年にサルベージされ、同年末に乾ドックで修理を開始する。だが損傷が激しく、再就役は断念された。1944年9月1日、除籍。太平洋戦争終結後、スクラップとして売却される。1947年5月、北アメリカ大陸西海岸へ向かうため曳航されてオアフ島を出航後、5月17日に太平洋で沈没した。

## 艦歴

### 建造
「オクラホマ」は1912年10月26日にニュージャージー州カムデンのニューヨーク造船所で起工された。1914年3月23日にロレーナ・J・クルースによって進水した。1916年5月2日に初代艦長ロジャー・ウェルズ大佐の指揮下で就役した。

### 第一次世界大戦から戦間期
バージニア州ノーフォークを母港とした「オクラホマ」は、大西洋艦隊に加わり東海岸で訓練航海を行なう。第一次世界大戦たけなわの1917年末、アメリカ海軍はロッドマン提督を司令官とする第9戦艦戦隊 (United States Battleship Division Nine) を編成してイギリスに派遣した。第9戦艦戦隊の各艦（フロリダ級戦艦、ワイオミング級戦艦、ニューヨーク級戦艦）はイギリス海軍の大艦隊の隷下で第6戦艦戦隊 (6th Battle Squadron) と呼ばれていた。「オクラホマ」は1918年8月13日まで姉妹艦ネバダと共にヨーロッパ水域で連合軍の船団警護に従事した。12月にはウィルソン大統領のフランス訪問での警護艦の役割を果たし、12月14日にキューバ水域での艦隊演習参加のためニューヨークを出航した。翌年6月15日にブレストに戻り、ウィルソン大統領の二度目の欧州歴訪での警護艦として輸送船ジョージ・ワシントン (SS George Washington) に随行し、7月8日にニューヨークに帰港した。
1927年9月から1929年7月にかけてフィラデルフィアで近代化改修が行われた。その後、カリブ海で艦隊演習に参加。1930年6月に西海岸に戻り、1936年の春まで作戦活動に従事した。1936年の夏は士官候補生を乗せヨーロッパへの訓練航海を行い、北部の港を訪問した。この航海はスペイン内戦の勃発で中断され、「オクラホマ」に乗艦していた生徒約300名は僚艦「ワイオミング」と「アーカンソー」に移乗した。「オクラホマ」と重巡「クインシー」がスペインに派遣される。
「オクラホマ」は7月24日にビルバオを訪れると米国民及び他の避難民を救出してジブラルタル及びフランスの港へ向かった。ノーフォークに帰港したのは9月11日であり、その後10月24日に西海岸へ向かった。
続く4年にわたって「オクラホマ」は太平洋艦隊において陸軍との共同作戦及び予備役兵（予備士官）の訓練に従事した。

### 真珠湾攻撃

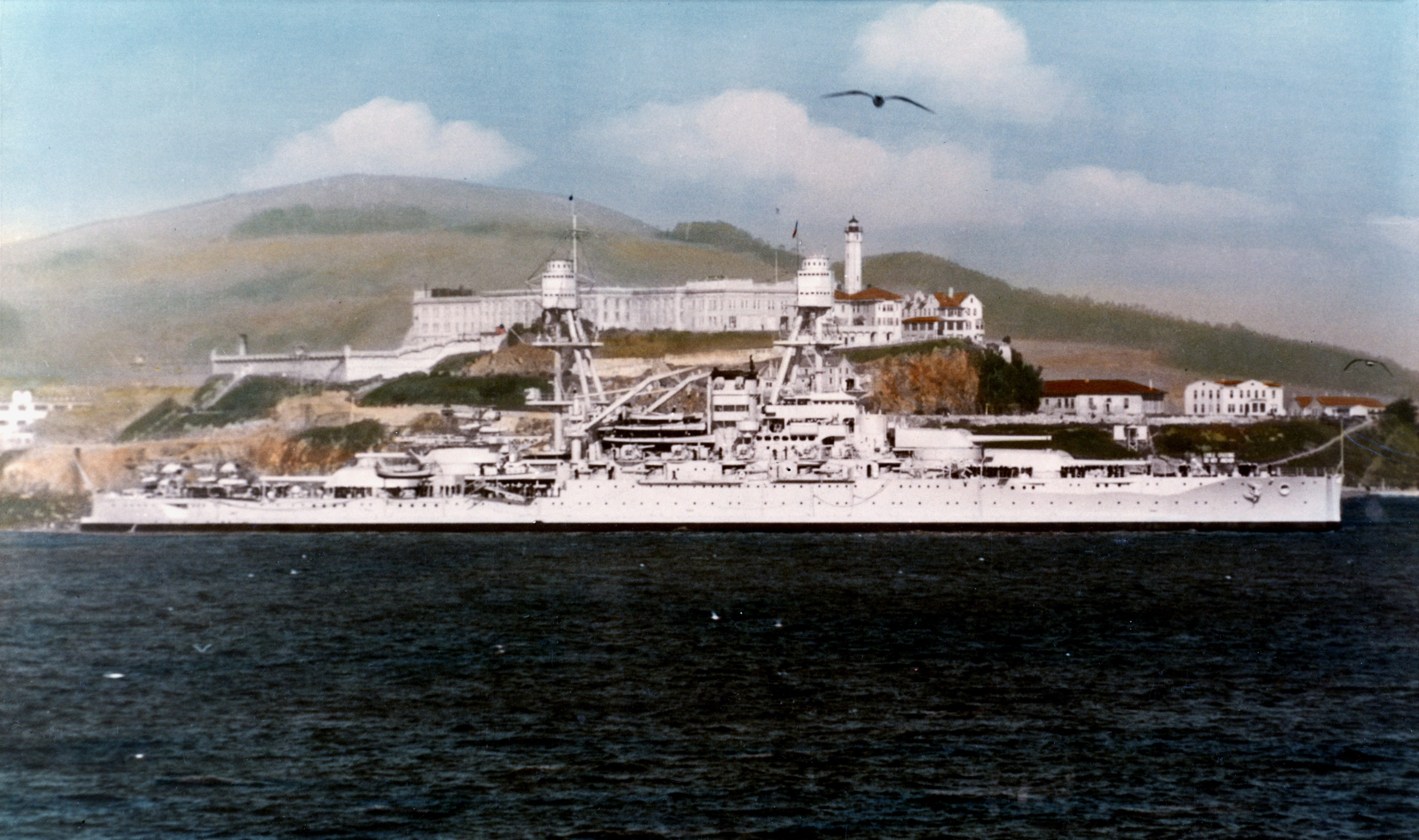
籠マスト撤去後の「オクラホマ」。背景はアルカトラズ島。

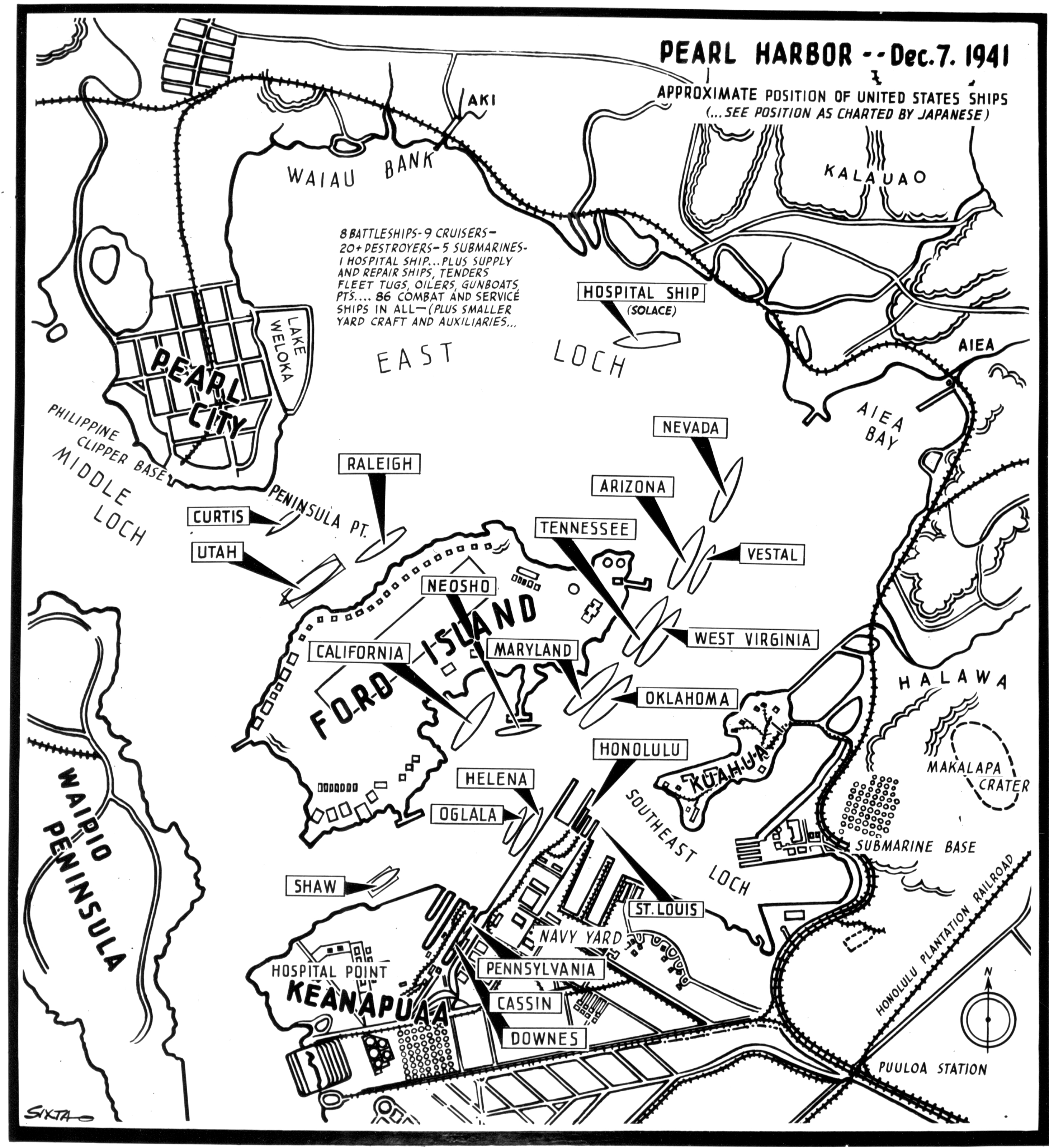
真珠湾攻撃開始時のアメリカ軍主要艦艇停泊位置

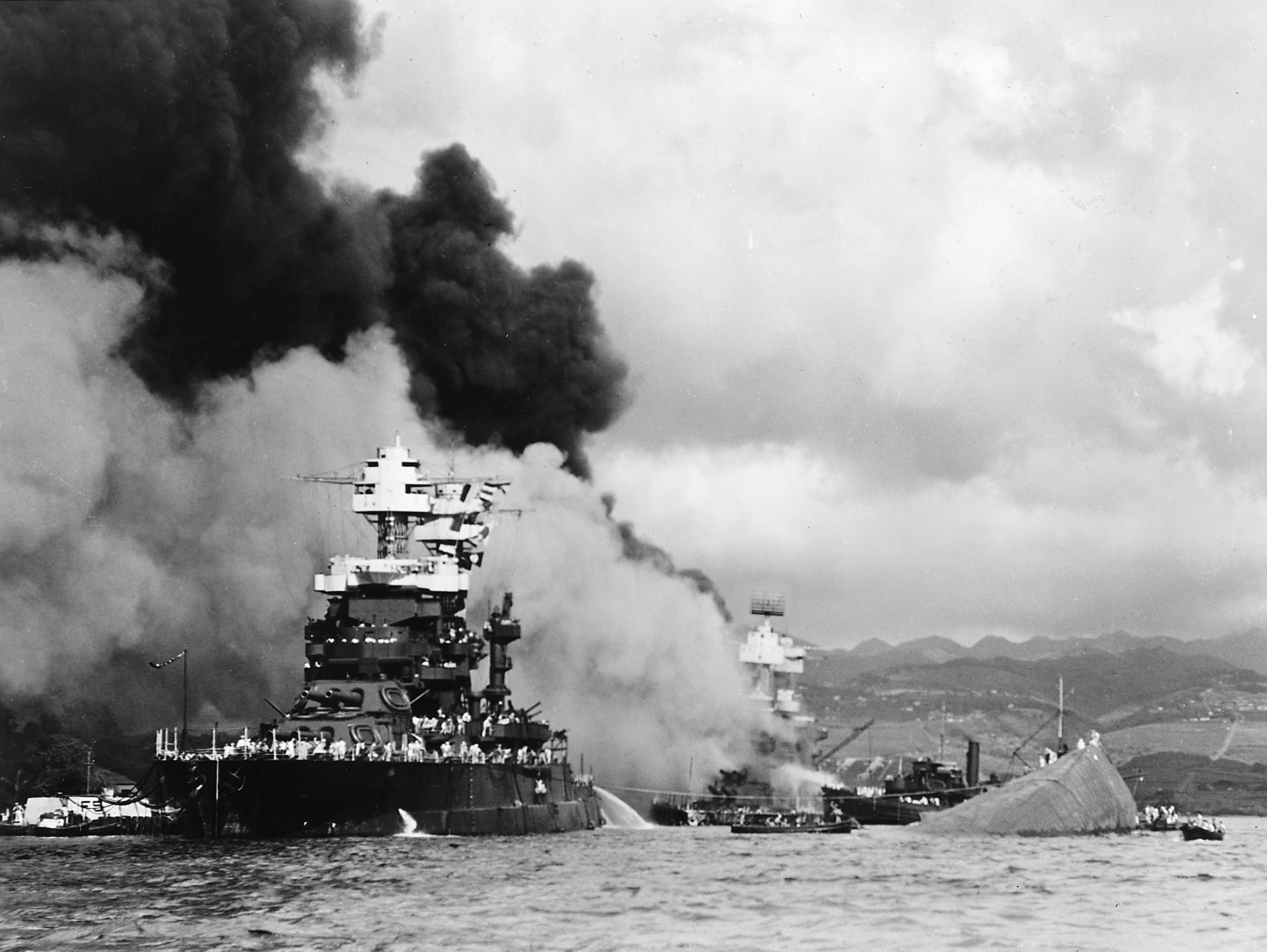
戦艦「メリーランド」（左）と転覆した「オクラホマ」（右）

「オクラホマ」は1940年（昭和15年）12月6日からハワイ真珠湾を母港としていた。本艦は旧式であったが、乗組員は「オクラホマは、綺麗で、活気に満ちた幸運な艦だ」と語ったという。
1941年（昭和16年）12月7日（日本時間12月8日）朝、ネバダ級戦艦2隻ふくめアメリカ太平洋艦隊の主力艦の大部分は真珠湾のフォード島に繋留されていた。当時のオクラホマ艦長はハワード・ダグラス・ボード (Howard Douglas. Bode) 大佐だったが、日曜日なので指揮を引き継いで艦を降りていた（オクラホマの歴代艦長一覧）。
本艦は戦艦列の南端にいた。
前方には給油艦「ネオショー」と戦艦「カリフォルニア」、フォード島側（オクラホマの右舷側）に戦艦「メリーランド」が停泊し、後方には戦艦「テネシー」と「ウェストバージニア」が繋留されていた。
同日朝、南雲機動部隊から日本軍攻撃隊が飛来する。第一次攻撃隊（総指揮官淵田美津雄中佐）のうち、村田重治少佐が率いる九七式艦上攻撃機（おもに第一航空戦隊の赤城と加賀所属機）が戦艦列を雷撃した。外側に繋留されていた「オクラホマ」と「ウェストバージニア」は雷撃隊の格好の標的となり、左舷側に魚雷多数を被雷する。副長は、魚雷8本命中を数えたあと、総員退去を命じた。午前8時10分頃、横倒しとなって転覆した。空襲開始から約10分間の出来事であったという。なお「オクラホマ」の隣に繋留されていた「メリーランド」には爆弾2発が命中したのみで、被害は小さかった。本艦から脱出した乗組員の多くは他の艦に移乗し、対空戦闘に加わった。
真珠湾攻撃により20名の士官及び395名の兵士が死亡、行方不明となった。戦死者のうちの1人、アロイシウス・シュミット神父は第二次世界大戦で戦死した最初の従軍司祭であった。32名が負傷し、多くが転覆した船体内に閉じこめられた。フリオ・デカストロ (Julio DeCastro) を始めとする多くの港湾作業員達の英雄的な努力により、艦腹の装甲板を切り開くという方式で32名の兵士が救助された。

### 浮揚と喪失

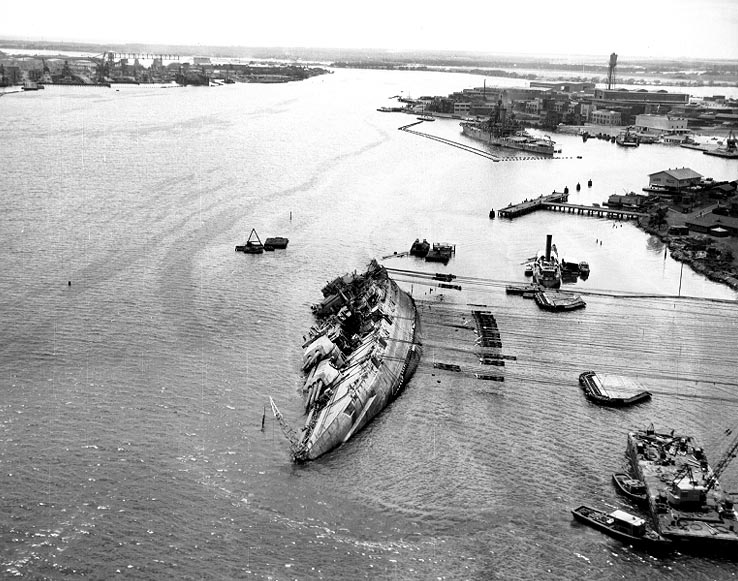
サルベージ作業中の「オクラホマ」、1943年3月29日の撮影

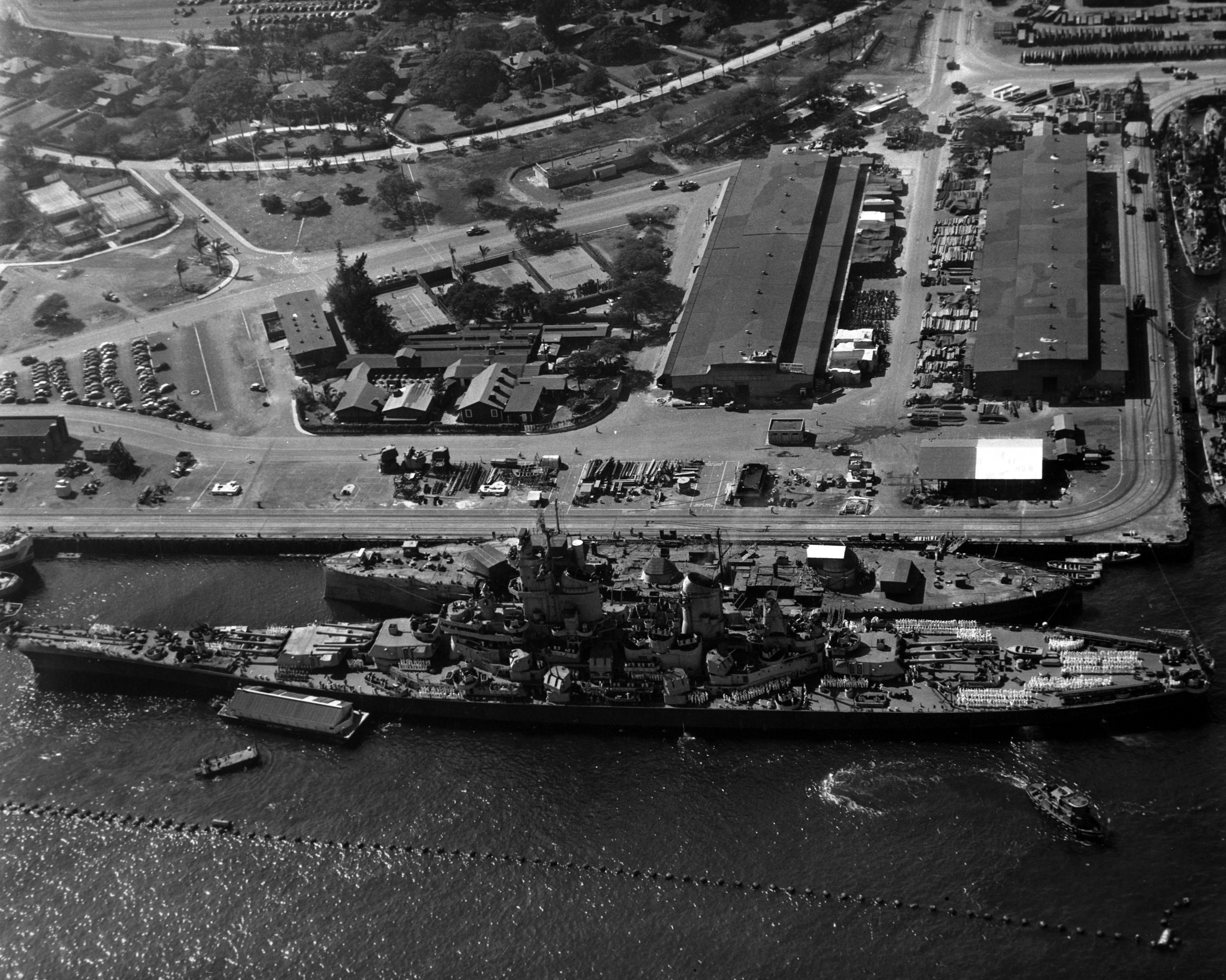
戦艦「ウィスコンシン」と上部構造物を撤去した「オクラホマ」。

自分の艦（オクラホマ）が沈没するのを見ていたボード大佐は、面目を失った。この時は問題視されず、ボード大佐は重巡洋艦「シカゴ」艦長に任命される。だが8月上旬の第一次ソロモン海戦で失策を犯し、夜戦で大破する。ボード大佐は1943年（昭和18年）1月にパナマ運河地帯の基地司令官に転出したあと、4月19日に自殺した。
「オクラホマ」の方は、最低限の処理が行われたのみで、真珠湾内にて横転着底状態のまま放置されていた。着底した他の戦艦達がサルベージされたあと、「オクラホマ」も浮揚作業がおこなわれ、1943年12月28日に乾ドック入りした。大修理と大改装による戦列復帰が計画されたが、ドックでの調査の結果損傷が激しく、修理は断念された。1944年（昭和19年）9月1日に退役扱いとなる。1945年（昭和20年）8月の日本降伏で太平洋戦争が終結した後、翌年になっても真珠湾において繋留されていた。1946年（昭和21年）12月初旬、カリフォルニア州オークランドのムーア・ドライドック社に売却された。タグボート2隻（ヘラクレス、モナーク）に曳航されてサンフランシスコに向かう途中の1947年（昭和22年）5月17日、真珠湾から約540マイルの海域で嵐に遭遇し、浸水が始まって傾斜が始まった。連絡を受けた海軍本部は、真珠湾に引き返すように指令したが、程なく「オクラホマ」は沈没した。沈没時は無人であった。沈没場所は特定されていない。
真珠湾攻撃で完全に失われた大型艦艇は、本艦を含めて3隻（オクラホマ、アリゾナ、ユタ）であった。「オクラホマ」は第二次世界大戦の戦功で1個の従軍星章を受章している。

## 登場作品

### 映画
『パール・ハーバー』（2001年、マイケル・ベイ監督）
真珠湾攻撃のシーンで、魚雷多数を被雷して転覆するシーンが描写されている。映画『タイタニック』（1997年）を撮影したバハ・スタジオで制作された。